# Zrenjaninska biskupija
Zrenjaninska biskupija je jedna od teritorijalnih jedinica Katoličke Crkve u Srbiji. Nalazi se u Banatu, u autonomnoj pokrajini Vojvodini. Podređena je jedinica Beogradske nadbiskupije. Članica je Međunarodne biskupske konferencije sv. Ćirila i Metoda.
Sjedište Nadbiskupije je u Zrenjaninu gdje se nalazi Katedrala sv. Ivana Nepomuka iz 1889. godine. Trenutačni poglavar biskupije je biskup Mirko Štefković, od 18. ožujka 2024. godine.

## Povijest
Zrenjaninska biskupija osnovana je 1923. godine. Osamostaljenje Zrenjaninske apostolske administrature nisu uzrokovale pastoralne potrebe, već povijesne promjene. Teritorij Banata pripojen Kraljevini Jugoslaviji pokrivao je 9387 km2. U novoformiranoj administraturi tridesetih godina dvadesetog stoljeća živjelo je 200 872 katolika. Zajednicu vjernika činili su pripadnici više naroda: gotovo 100 000 Nijemaca, nešto manje Mađara, a u manjem broju Bugari, Česi, Hrvati i Slovenci.
Na teritoriju koji je pripojen Jugoslaviji, Sveta Stolica je Ivana Rafaela Rodića O.F.M. imenovala privremenim apostolskim administratorom 10. veljače 1923., a teritorij je nazvan Banatskom apostolskom administraturom. Novog apostolskog upravitelja Sveta Stolica uskoro je imenovala za beogradskog nadbiskupa, koji se tada iz Zrenjanina preselio u Beograd.
Kada je u studenom 1936. umirovljen, za njegovog nasljednika Sveta Stolica je beogradskim nadbiskupom imenovala Josipa Ujčića i povjerila mu je upravljanje Banatske apostolske administrature.
Nakon završetka Drugog svjetskog rata administraturu su pogodile nedaće. Skoro 10 000 njemačkih vjernika je moralo napustiti Banat. Komunistička vlast srušila je gotovo 20 crkava, još toliko molitvenih domova, preostale crkve i župne kuće su ostavljene na propast. Odlaskom njemačkih vjernika, prisustvo Katoličke crkve na ovom teritoriju pretvoreno je u dijasporu.
Ostarjeli nadbiskup Ujčić je 1961. od Svete Stolice tražio koadjutora s pravom nasljeđivanja: tada je imenovan Gabrijel Bukatko, kojega je Sveta Stolica 17. srpnja 1961. imenovala banatskim apostolskim administratorom. Tri godine kasnije preminuo je nadbiskup Josip Ujčić.
Nadbiskup Gabrijel Bukatko deset je godina vršio nadpastirsku službu na teritoriju apostolske administrature. S obzirom na to da nije govorio mađarski jezik, a vjernici su većinom bili Mađari, Sveta Stolica je 22. prosinca 1971. imenovala mons. Tamása Junga za novog apostolskog administratora. 
Dana 16. prosinca 1986. godine papa Ivan Pavao II. uzdigao je apostolsku administraturu na rang biskupije, odredivši mu za zaštitnika svetog Gerarda, župnu crkvu u Zrenjaninu za katedralu, i odredio konačne granice biskupije.
Za prvog biskupa Zrenjaninske biskupije 7. siječnja 1988. Ivan Pavao II. imenovao je Lászlóa Huzsvára. On je za biskupa zaređen 14. veljače 1988. godine.

## Ordinariji Zrenjaninske biskupije
Apostolski upravitelji Zrenjaninske biskupije:
- mons. Ivan Rafael Rodić, O.F.M. (1923. – 1936.)
- mons. Josip Ujčić (1936. – 1964.)
- mons. Gabrijel Bukatko (1964. – 1972.)
- mons. Tamás Jung (1972. – 1988.)
- kardinal Ladislav Német, S.V.D. (2022. – 2024.)

Dijecezanski biskupi Zrenjaninske biskupije:
- mons. László Huzsvár (1988. – 2007.)
- kardinal Ladislav Német, S.V.D. (2008. – 2022.)
- mons. Mirko Štefković (2024. – danas)

## Uporaba hrvatskog jezika
Kao jedini se jezik hrvatski jezik koristi u župama Opovo, Starčevo, Bela Crkva i Borča te u filijalama u Perlezu, Glogonju, Češkom Selu i Kruščici. Župe gdje se koriste dva jezika, hrvatski i mađarski su župe Pančevo, Ivanovo, Hrvatska Boka, Konak, Belo Blato, Zrenjanin i Vršac.

## Vanjske poveznice
- Zrenjaninska biskupija